# 云南刺桐
云南刺桐（学名：Erythrina stricta var. yunnanensis）为豆科刺桐屬劲直刺桐的一个变种。其变种加词 yunnanensis 意为“云南的”。